# Длиннорылый оксимонакант
Длиннорылый оксимонакант (лат. Oxymonacanthus longirostris) — вид морских лучепёрых рыб семейства единороговых отряда иглобрюхообразных. 
Морской, тропический вид. Распространён на коралловых рифах в Индийском и Тихом океанах на глубине до 35 м.
Мелкая рыбка длиной до 12 см. Тело бледно-синей окраски с 8 продольными рядами оранжево-жёлтых пятен.
Живёт среди коралловых рифов. Питается почти исключительно коралловыми полипами из рода акропора (Acropora).